# Wołodymyr Bidłowski
Wołodymyr Zinowijowycz Bidłowski, ukr. Володимир Зіновійович Бідловський (ur. 31 maja 1988 w Tarnopolu) – ukraiński piłkarz, grający na pozycji pomocnika.

## Kariera piłkarska

### Kariera klubowa
Jest wychowankiem SDJuSzOR w Tarnopolu. W 2005 zaproszony do Karpat Lwów. Rozpoczął karierę piłkarską najpierw w drugiej i rezerwowej drużynie Karpat, a od sezonu 2008/2009 w pierwszym zespole, w którym zadebiutował 27 lipca 2008. Latem 2010 został wypożyczony do końca roku do FK Ołeksandrija, a w lipcu 2011 do klubu Krymtepłycia Mołodiżne. Podczas przerwy zimowej sezonu 2012/13 powrócił do Karpat. Latem 2013 do końca roku ponownie został wypożyczony do PFK Oleksandria. Latem 2014 przeszedł do PFK Oleksandria. 20 lipca 2015 zasilił skład klubu Obołoń-Browar Kijów. Latem 2016 został piłkarzem Ruchu Winniki. W 2018 wyjechał za ocean, gdzie podpisał kontrakt z kanadyjskim FC Vorkuta.

### Kariera reprezentacyjna
W 2008 zadebiutował w młodzieżowej reprezentacji Ukrainy. Wcześniej występował w juniorskiej reprezentacji Ukrainy.